# صالح اليحيى
صالح بن إبراهيم اليحيى (مواليد 1384هـ في الرياض-)، لاعب كرة قدم سعودي سابق. لعب سابقاً في صفوف نادي النصر والمنتخب السعودي.
كان بلقب بـ«بن دحم الصغير» لان شقيقه الأكبر فهد والذي يلعب في مركز الدفاع اشتهر بلقب «بن دحم». ولعبا معاً في نادي النصر بداية الثمانيات الميلادية.[بحاجة لمصدر]
قضى فهد والذي يتميز باللعب في مركز الوسط قرابة الـ4 أعوام في نادي النصر وانضم في فترات للمنتخبات السعودية، ويعد أحد أبرز اللاعبين في تاريخ نادي النصر برغم قصر المدة التي شارك فيها.

## مسيرته الكروية
بدأ صالح اليحيى اللعب مع فريق شباب الحرس الوطني ومن هناك برزت موهبته لينتقل لصفوف نادي النصر بجانب شقيقه المدافع فهد اليحيى، وكان صالح قد حجز مكانه في خارطة النصر الأساسية منذ موسم 1401هـ حيث كان وقتها قد بلغ الـ19 عاماً.
موهبة صالح الفذة لفتت انظار المدرب البرازيلي فورميقا الذي منحه الفرصة ليشارك بجانب كبار نجوم الفريق، واثبت اليحيى إمكانياته الكبيرة والتي يتمتع بها مثل المرواغة والتمريرات المتقنة للمهاجمين.
وكان صالح قد سجل أول هدف في تاريخ الاندية السعودية خارجياً، حيث كان ذلك في أول بطولة رسمية خارجية للاندية وهي كأس الخليج التي شارك بها النصر عام 1403هـ حيث جاء الهدف في مرمى العربي الكويتي.

## وفاته
توفي يوم الأحد 17/5/2015
الموافق 28/7/1436ه

## إسهاماته مع النصر
- الفوز بالدوري الممتاز أعوام 1401 هـ

## وصلات خارجية ومصادر
- مهارات صالح اليحيى على يوتيوب

توفي اليوم رحمة الله بتاريخ 29 / 7/ 1436هـ